# Calliodes appollina
Calliodes appollina là một loài bướm đêm trong họ Noctuidae.